# The long hello volume two
The long hello, volume two is een studioalbum van Nic Potter en Guy Evans. De beide heren waren afkomstig uit Van der Graaf Generator en die muziekgroep lag regelmatig stil. Zo ook in deze periode. Potter is drukdoende met van alles, Evans probeerde een nieuwe geluidsstudio van de grond te krijgen. Potter was de initiatiefnemer van dit album en kwam regelmatig met nieuwe ideeën en instrumentarium aanzetten. Evans kwam met nieuwe opname apparatuur. Het album is derhalve tot stand gekomen in een nog niet voltooide geluidsstudio en veel tijd om op te nemen was er ook niet. De bijdragen van Jackson (ook ex VdGG) stonden binnen een dag op tape en Evans mixte het ook binnen 24 uur; hij moest verder met Sitting targets, een soloalbum van Peter Hammill (ook ex-VdGG). 

## Musici
- Nic Potter – gitaar, toetsinstrumenten, basgitaar
- Guy Evans – slagwerk, percussie, bamboefluitjes en synthesizers op Welcombe mouth en alle instrumenten op Aqua blanca.

Met
- David Jackson – saxofoons , dwarsfluit en fluitjes op 2, 3, 5, 9, en 10
- Giles Perring – aanvullend slagwerk op 6

## Muziek
Alle van Potter, behalve waar aangegeven

| Nr. | Titel                                                       | Duur |
| --- | ----------------------------------------------------------- | ---- |
| 1.  | Surfing with Isabelle                                       | 4:12 |
| 2.  | Elsham road                                                 | 3:36 |
| 3.  | Dolphins                                                    | 3:57 |
| 4.  | Carnival                                                    | 2:56 |
| 5.  | Broken chair                                                | 2:35 |
| 6.  | Hidden drive (naam van de studio te Pyworthy; Potter/Evans) | 2:21 |
| 7.  | Indian (Potter/Evans)                                       | 4:07 |
| 8.  | Zen (Evans)                                                 | 3:12 |
| 9.  | Aqua blanca (Evans)                                         | 4:13 |
| 10. | Welcombe mouth (Evans)                                      | 3:12 |

De foto’s voor de binnenzijde van de hoes werden verzorgd door Anton Corbijn en de geluidstechnicus was Nigel Mazlyn-Jones, zanger van beroep.